# Tetris
Tetris (ryska: Тетрис) är ett dator- och TV-spel som går ut på att ordna olika fallande figurer. Spelet skapades av ryssen Alekséj Leonídovitj Pázjitnov och gavs ursprungligen ut 1984. Spelet är troligen det mest spridda av alla datorspel och har implementerats många gånger för otaliga plattformar och spelet gav upphov till en mängd uppföljare och Tetris-varianter. Game Boy-versionen från 1989 är den mest kända och spridda varianten av spelet, då Tetris var det spel som följde med vid köp av maskinen.
Namnet "Tetris" kommer från det grekiska prefixet tetra som betyder "fyra", vilket syftar på att blocken är uppbyggda av fyra rutor. Optimala placeringsval i spelet är ett olösligt matematiskt problem.

## Historia
Tetris uppfanns av matematikern Alekséj Leonídovitj Pázjitnov när han arbetade vid Sovjetunionens Vetenskapsakademi i Moskva. Den första versionen skrevs för terminaldatorn Elektronika 60. Ett par av Pazjitnovs kollegor konverterade spelet till IBM PC. Den versionen spreds vidare till Europa. Den brittiska datorspelutgivaren Andromeda försökte licensera rättigheterna till Tetris av Pazjitnov, men redan innan en överenskommelse hade träffats hade de sålt rättigheterna vidare till utvecklaren Spectrum HoloByte, och givit ut spelet i USA. Versioner utvecklades för flera persondatorsystem, som Amiga, Atari, Apple II och Commodore 64.
Pazjitnov överlät formellt rättigheterna till spelet till Sovjetunionen, som började licensera rättigheterna till spelet 1988 via den officiella statliga datorhandelsorganisationen Elektronorgtechnika (Электроноргтехника), mer känt som ELORG. ELORG lyckades inte driva in licenspengar från Andromeda, men sålde rättigheterna till arkadversioner till Atari, och rättigheterna till spelkonsolversioner till Nintendo.

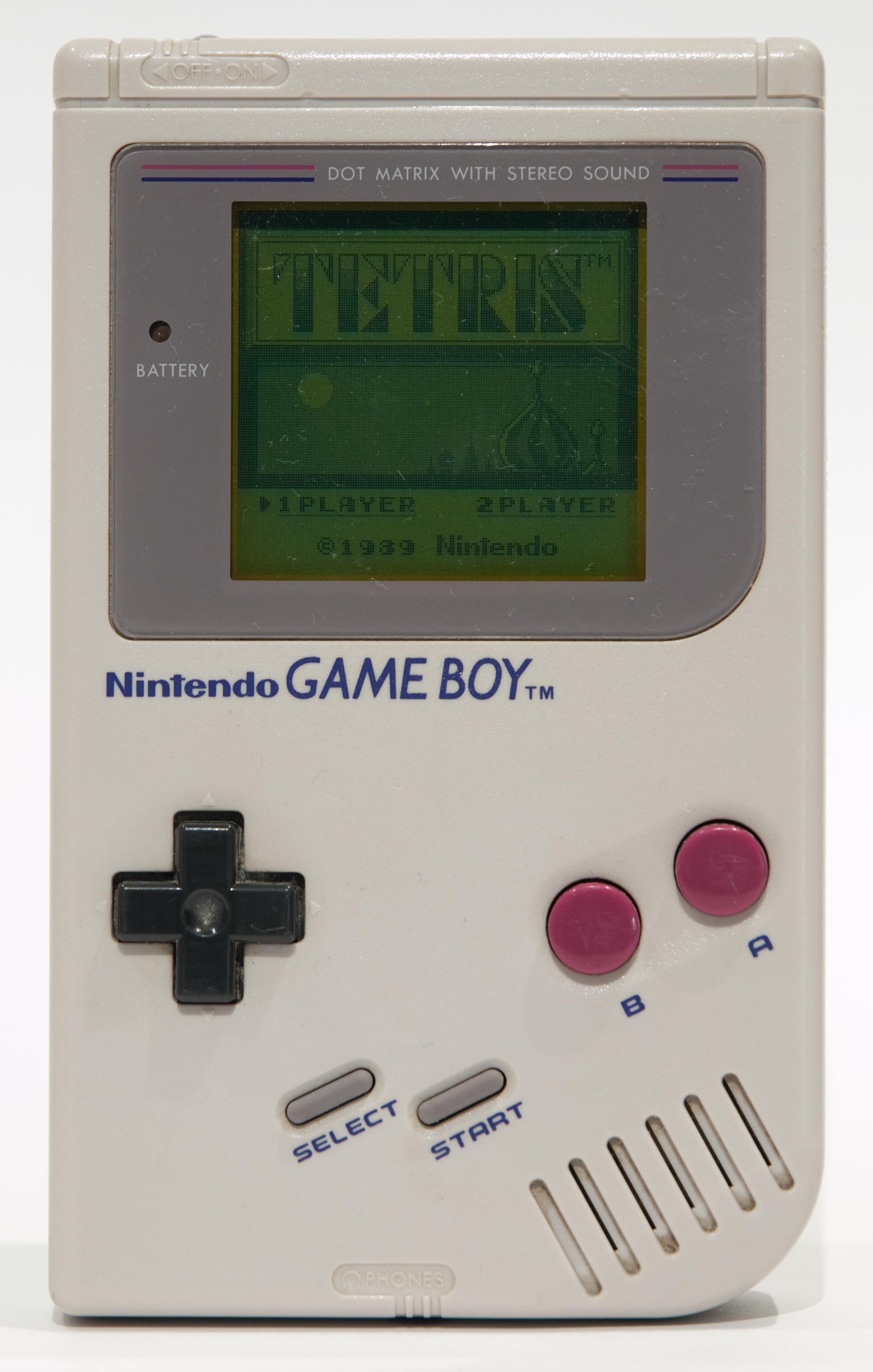
Tetris på Nintendos Game Boy.

När Nintendo började sälja Game Boy 1989 följde Tetris med den bärbara spelkonsolen. Därigenom blev Tetris ett av de mest sålda spelen i historien. Atari lät genom sitt dotterbolag Tengen göra en version av sitt arkadspel till Nintendos stationära NES-konsol, men Nintendo stoppade dem med en stämningsansökan och gav ut sin egen version. Tvistemålet pågick till 1993.
Pazjitnov skapade 1996 det Hawaii-baserade företaget The Tetris Company. Företaget äger varumärket Tetris och licenserar ut namnet till moderna varianter. De har i perioder skickat juridiska varningsbrev till dem som erbjuder olicenserade Tetriskloner. De har också sökt och fått varumärkesskydd för Tetris och dess utseende och funktion.
2005 släpptes Tetris som mobilapplikation och 2010 uppgavs att den laddats ned av 100 miljoner användare.

## Spelet

De sju olika tetrisklossarna: I, J, L och O, samt S, T och Z.

Tetris bygger på block som är uppbyggda av fyra rutor. Det finns sju möjliga, sammanhängande figurer som består av fyra rutor vardera. De kallas ofta för "I", "T", "O", "L", "J", "S" och "Z", efter deras former.
Dessa block släpps mer eller mindre slumpvis ner från övre delen av ett spelfält som vanligen är 10 rutor brett och 20 högt. Medan de faller ner kan de styras i sidled, samt vridas. När ett block landar på botten av spelfältet, eller på ett annat block, stannar det och nästa block släpps ner.
När ett block har landat så att en eller flera vågräta rader var som helst i höjdleden är helt täckta med rutor försvinner de raderna, och raderna ovanför flyttas ner. Spelaren får poäng, vanligen mer ju fler rader som försvinner samtidigt. Som mest kan fyra rader försvinna genom att ett "I"-block placeras vertikalt
När spelaren har tagit bort ett visst antal rader ökar svårighetsnivån en grad. Detta medför att blocken faller fortare.

### Slumpval av block
I många varianter av Tetris väljs serien av block helst slumpmässigt. De officiella Tetris-reglerna påbjuder dock att blocken ska väljas från en "säck". Säcken fylls initialt med ett (eller ett fåtal) av varje block, och fylls på igen när alla block har använts. På så vis garanteras att de olika blocken dyker upp jämnt fördelade.
De flesta Tetris-varianter visar spelaren nästkommande block.

### Gravitation
När en rad av rutor försvinner och ovanliggande rader faller nedåt har originalversionen av spelet logiken att rutor som flyttas nedåt erhåller samma inbördespositioner som de hade innan. Detta kan resultera i att vissa rutor hamnar "flytande" i luften med hålrum under sig. Vissa versioner av spelet har infört en mer utförd gravitation så att dessa flytande rutor faller nedåt då hålrum uppstått under dem, vilket kan ge spelaren en annan taktisk möjlighet att i efterhand fylla igen de oönskade hålrummen.

### Poängräkning
För att belöna "svårare" radborttagningar delar de flesta versioner av Tetris ut fler poäng när flera rader försvinner till följd av ett och samma block. I vissa versioner av spelet går det att låta blocken falla snabbare, eller omedelbart falla till botten. Det ger ännu fler poäng, beroende på hur långt blocket föll.

## Spelstrategier
Det finns två huvudsakliga strategier när man spelar Tetris.
- Maximalpoängsmodellen - Spelaren sparar en 1 ruta bred kolonn och fyller den övriga spelplanen tills den är minst fyra rutor hög. Därefter väntar man på ett I-block att fylla i det sparade utrymmet med och på så sätt få maximalt med poäng per borttagen rad. Svårigheten med den här metoden är att det lätt uppstår hål på de högre nivåerna då blocket faller snabbare om man inte raderar raderna så snabbt man kan.
- Säkerhetsmodellen - Den här modellen går, som namnet antyder, ut på att sätta säkerheten framför allt. Spelaren försöker fylla raderna så snabbt det går och bygger inte på höjden för att få extra poäng när man tar bort flera rader samtidigt. För att denna modell skall lyckas måste man spela betydligt längre än om man använder maximalpoängsmodellen. Spelarens uthållighet sätts på prov.

## Musik
Musiken i de olika versionerna är ofta typiska ryska melodier, som Kalinka och Korobejniki, samt Karamellfeens dans från Nötknäpparen av Pjotr Iljítj Tjajkóvskij.

## Varianter
Det finns flera senare varianter av Tetris såsom Welltris och Blockwars.
Det finns även flera 3D-varianter av Tetris.